# Оденки
Оденки (оденьки, годенки) — денні зимові роботи групи одружених жінок або за участю окремих дівчат. Цього дня вишивали, пряли, снували пряжу, дерли пір'я.
Жінки працювали на себе або всі на користь когось, хто була у групі. Оденки водночас були своєрідною формою дозвілля. У перерві між роботою або після роботи влаштовували спільне пригощання з танцями та іграми.